# Retirada de corticoides tópicos
El síndrome de retirada de corticoides tópicos (RCT), también conocido como síndrome de piel roja, y dermatitis inducida por corticoides, es una enfermedad iatrogénica grave que ha sido observada en usuarios de plazo largo de córticoides tópicos (CT) luego de que dejen de utilizarlos. Los síntomas incluyen enrojecimiento de la piel, quemazón en la piel y prurito. Luego de esto la piel se puede descamar.
Esta patología presenta dos etapas. La primera denominada "adicción al corticoide tópico" (en inglés topical steroid addiction, TSA) se presenta mientras se están utilizando los corticoides, en la cual el cuerpo desarrolla tolerancia a la terapia con corticoides tópicos, lo que requiere que se use más medicación para lograr el beneficio terapéutico previo y hace que la piel se  brote y se genere un efecto rebote cuando se dejan de utilizar. La segunda etapa se llama "retirada de corticoide tópico" (topical steroid withdrawal), se refiere a los síntomas que ocurren cuando alguien con adicción al corticoide tópico deja de usar esteroides tópicos, reduce la potencia, aplica esteroides tópicos a áreas reducidas del cuerpo o los aplica con menos frecuencia. Bajar la dosis o interrumpir el uso pueden causar diversos grados de síntomas de abstinencia.
Generalmente, requiere la aplicación de un corticoides tópico por un período mayor a dos semanas. No ocurre con usos cortos. Parece ser un efecto adverso concreto de uso de esteroide. Las personas con dermatitis atópica presentan mayor riesgo.
El tratamiento se basa en la discontinuación de la utilización de los CT. Estos se pueden interrumpir de forma gradual o de forma abrupta.

## Historia
La primera descripción de la condición se realizó 1979 por Kligman and Frosch.

## Etiología
Es una enfermedad iatrogénica. Generalmente, requiere la aplicación de un corticoide tópico por largos períodos. No suele ocurrir con utilizaciones de menos de dos semanas Se han reportado casos con solo 2 meses de uso.

## Epidemiología
La condición es poco frecuente Los casos han sido informados en su mayor parte en adultos, y en algunos casos en niños. Una investigación determinó que hasta un 12% de personas con dermatitis atópica tienen adicción al corticoide.

## Fisiopatología
Históricamente, se creía que el cortisol solo era producido en las glándulas adrenales o suprarrenales. Las investigaciones recientes han demostrado que los queratinocitos presentes en la piel humana también producen cortisol. Exposiciones prolongadas a CT cambian el patrón de expresión del receptor de glucocorticoide (GR) presentes en la superficie de linfocitos; los pacientes que experimentan resistencia a CT pueden tener una proporción baja de GR-α a GR-β. Además, el eritema característico del ‘‘síndrome de piel roja'' se debe a una liberación óxido nítrico (NO) y vasodilatación subsiguiente los vasos de la dermis.

## Diagnóstico
El diagnóstico se basa en un rash o erupción cutánea que ocurre a las pocas semanas de suspender corticoides tópicos utilizados por períodos prolongados.
Se debe pensar en síndrome por retirada de corticoides tópicos si las siguientes características están presentes:
1. La quemazón es el síntoma predominante
2. Se produce eritema que se extiende dentro de días o semanas después de la interrupción del CT
3. Antecedentes de uso frecuente y prolongado de CT en cara o región genital.[12]

La histología es inespecífica, por lo tanto, no es de ninguna ayuda para diferenciar dermatitis atópica de la retirada de corticoides tópicos.
Signos característicos:
- Manga roja: erupción de rebote que se detiene repentinamente en la muñeca y  respeta la palma de la mano.

- Arrugas de elefante: la piel presenta menor elasticidad y arrugas características.[7]

En algunos casos, es difícil diferenciar la condición por la que se utilizaron los corticoides del síndrome por retirada de corticoide.  Este síndrome no se diagnostica la mayoría de las veces, ya que los dermatólogos y médicos desconocen esta patología.

## Clínica

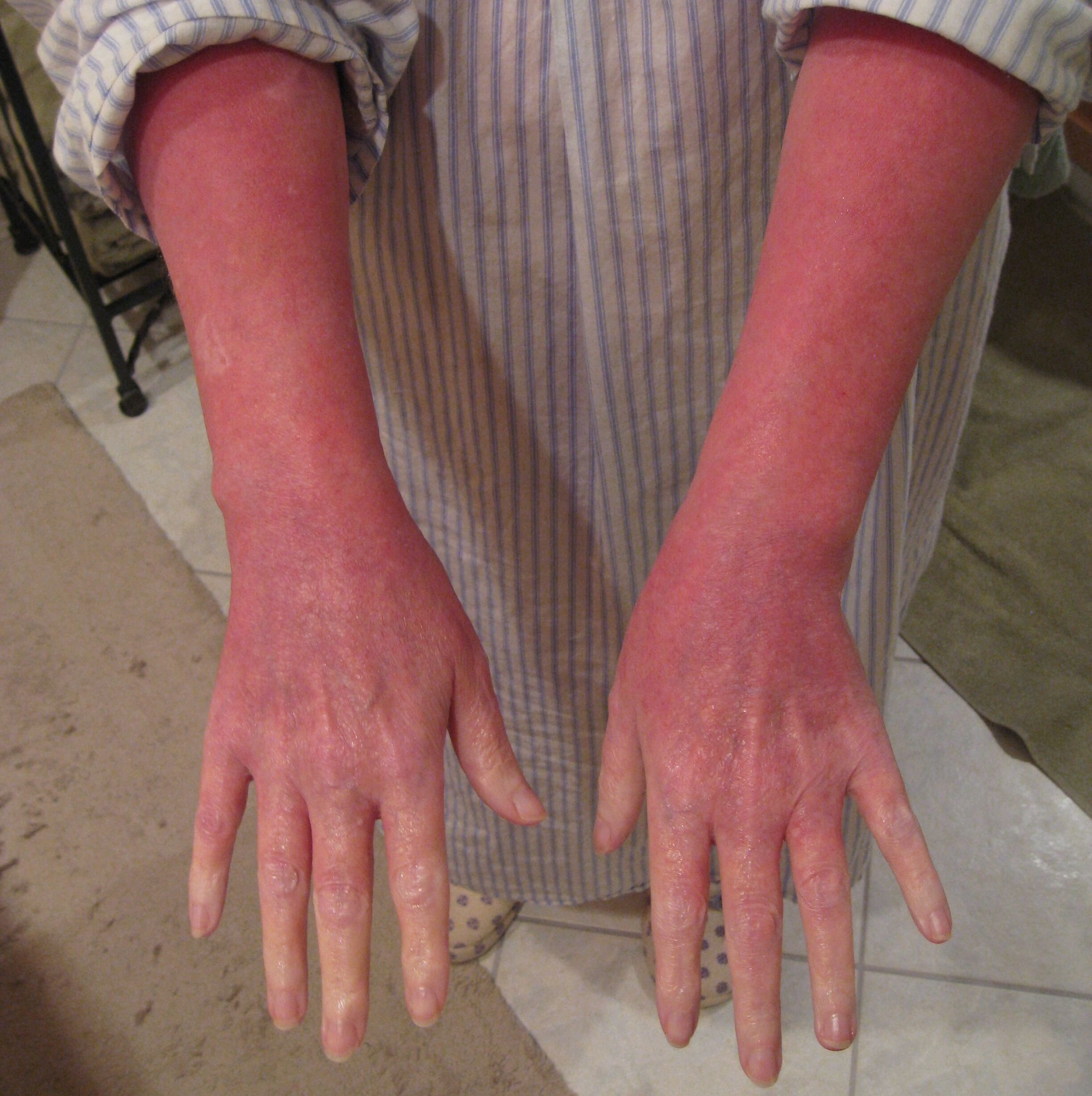
Síndrome de piel roja por corticoides tópicos. Patrón típico en manos y antebrazos

Los síntomas del Síndrome de la piel roja o retirada de corticoides tópicos son cambiantes; algunos aparecerán mientras se utilizan los corticoides tópicos, mientras otros comenzarán una vez que se hayan discontinuado.
Mientras se usan los corticoides tópicos, pueden desarrollarse los siguientes síntomas de "adicción a los corticoides tópicos"(ACT):
- Eritema de "rebote" entre aplicaciones, por lo que se vuelve a reiniciar el tratamiento.
- Erupciones y eccema que se propaga y se desarrollan en nuevas áreas del cuerpo.
- Picor intenso
- Ardor y quemazón
- Aumento de la respuesta alérgica

Además, la erupción puede continuar después de volver a reiniciar el tratamiento. Este fracaso del tratamiento conduce a un círculo vicioso de prescripción que provoca que se indiquen con mayor frecuencia, y cuando la potencia utilizada deja de producir efecto se cambia a un corticoide tópico de mayor potencia.
En el período de "retirada de corticoides tópicos" (RCT), se pueden desarrollar los siguientes signos y síntomas:
- Eritema, semejante a una quemadura
- Edema
- "Mangas rojas": la piel de los brazos y piernas se encuentra afectada, pero las palmas y plantas se encuentran conservadas.
- Descamación de la piel
- Exudados
- Costras
- Prurito intenso
- Alteración de la termorregulación
- Hipersensibilidad al agua, ropa, productos químicos, etc.
- Alodinia e hiperalgesia
- Dolor neuropático
- Irritación ocular y ojos secos
- Insomnio
- Fatiga
- Pérdida de cabello o vello corporal
- Adenopatías
- Atrofia de la piel
- Pérdida de la elasticidad de la piel.
- Fluctuaciones del estado de ánimo.

Después de que finaliza el proceso de retirada, la piel recupera su aspecto original o vuelve a su estado original de dermatitis atópica, previa al tratamiento con corticoides. Algunos pacientes pueden tener una piel completamente curada, si las lesiones que presentaba fueron causada por la adicción al corticoide tópico.

### Duración
La duración de la retirada de corticoides tópicos es variable, puede tomar desde meses hasta años para que la piel regresa a su condición original. La duración durante la cual se utilizaron los corticoides, y la potencia de estos, pueden influir en el tiempo de recuperación. Cuanto más largo fue el tratamiento y mayor potencia de corticoides se utilizaron, mayor es el tiempo de recuperación.

## Prevención
La prevención se realiza utilizando los corticoides tópicos por períodos menores a dos semanas.

## Tratamiento
El tratamiento fundamental se basa en dejar de utilizar los corticoides tópicos y acompañar al paciente en este proceso. Debido a que la adicción a menudo no se reconoce entre los dermatólogos, es difícil encontrar un médico que pueda acompañar a los pacientes en esta patología. Los dermatólogos generalmente solo lo diagnostican como un agravamiento de la enfermedad original de la piel causada por la interrupción brusca del corticoide tópico
Se puede intentar dejarlos gradualmente o  de forma abrupta, no se observó diferencia entre ambos métodos. El tratamiento se basa en el acompañamiento para encontrar medidas de comodidad, prevención de infecciones, manejo del dolor / picazón con antihistamínicos, terapias de ansiedad, medicación o ejercicios para dormir, inmunosupresores y/u otras intervenciones médicas apropiadas para poder afrontar este proceso. Es importante la consejería y acompañamiento de estos pacientes ya que puede deteriorar gravemente su calidad de vida. Se pueden utilizar compresas frías para la quemazón. Se pueden indicar antihistamínicos para el prurito y analgésicos, como el gabapentina, para el dolor.  El soporte psicológico es a menudo recomendado.